# Ophélie Aspord
Ophélie Aspord, née le 21 mai 1991 à Bruges, est une nageuse française spécialisée en nage en eau libre.
Elle est championne de France du 5 km en 2010, 2011 et 2012, championne de France du 5 km contre la montre en 2010, 2011 et 2013 et championne de France du 10 km en 2010, 2011 et 2013.
Elle participe aux Jeux olympiques d'été de 2012, terminant sixième du 10 km en eau libre, dont elle était la plus jeune nageuse.